# Janina Ławińska-Tyszkowska
Janina Gertruda Ławińska-Tyszkowska (ur. 15 listopada 1934 w Wilnie, zm. 1 czerwca 2013) – polska filolog, prof. dr hab., specjalistka w zakresie filologii klasycznej i hellenistyki, tłumaczka, wykładowca Uniwersytetu Wrocławskiego, prodziekan Wydziału Filologicznego na tejże uczelni, a także dyrektor Instytutu Filologii Klasycznej i Kultury Antycznej oraz wieloletni kierownik Zakładu Filologii Nowołacińskiej. Członek Komitetu Nauk o Kulturze Antycznej PAN.
Była honorowym członkiem Polskiego Towarzystwa Filologicznego oraz piastowała stanowisko przewodniczącej Koła Wrocławskiego PTF. Członkini Wrocławskiego Towarzystwa Naukowego. Specjalizowała się w literaturze greckiej, głównie w twórczości Arystofanesa.

## Życiorys
Profesor dr hab. Janina Ławińska-Tyszkowska urodziła się 15 listopada 1934 r. w Wilnie. Jej rodzice, Zenon i Jadwiga z domu Kubicka, byli urzędnikami. Podczas okupacji jej ojciec został wywieziony do ZSSR. W 1945 r. wyjechała wraz z matką i ciotką na terytorium Polski, do wsi Jeziorsko, w powiecie Turek. Tam też ukończyła szkołę podstawową, zdając eksternistycznie egzamin z 7 klas. W 1947 została wraz z rodziną przeniesiona do pobliskiej wsi Miłkowice. W tym samym też roku wrócił jej ojciec, który wraz z armią generała Andersa przeszedł cały szlak bojowy. W 1948 Janina Ławińska rozpoczęła naukę w Liceum Ogólnokształcącym w Kluczborku, gdzie jej nauczycielem łaciny był dr Adolf Korngut, filolog wykształcony we Lwowie, uczeń profesora Jerzego Kowalskiego.
W 1952 r. zdała maturę i została przyjęta na pierwszy rok filologii klasycznej we Wrocławiu. 2 lipca 1956 r. ukończyła studia i od 5 lipca 1956 podjęła pracę w Bibliotece Uniwersyteckiej. W tym samym roku, od 1 września, została zatrudniona na stanowisku asystenta w Zakładzie Hellenistyki Instytutu Filologii Klasycznej. W 1964 na podstawie pracy Elementy dramatyczne idylli Teokryta, której recenzentami byli profesorowie Jerzy Krókowski i Wiktor Steffen, uzyskała stopień doktora. Od 1 stycznia 1965 do 1981 była adiunktem w Zakładzie Hellenistyki. Na podstawie pracy Bukolika grecka habilitowała się 10 czerwca 1980 r. na Wydziale Filologicznym Uniwersytetu Wrocławskiego. Habilitacja została zatwierdzona przez Centralną Komisję Kwalifikacyjną 15 grudnia 1980 r.
1 lipca 1981 została powołana na stanowisko docenta Uniwersytetu Wrocławskiego, natomiast 10 grudnia 1991 nadano jej tytuł naukowy profesora nauk humanistycznych. 10 czerwca 2002 r. otrzymała stanowisko profesora zwyczajnego. Zmarła w czerwcu 2013 roku we Wrocławiu. 
W 1966 roku zawarła związek małżeński z Wiesławem Tyszkowskim, pracownikiem Zakładu Narodowego im. Ossolińskich. Z tego związku w 1967 roku urodził się ich syn, Michał Jerzy Tyszkowski.

### Praca dydaktyczna
Na przestrzeni lat prof. Ławińska-Tyszkowska prowadziła zajęcia z setkami studentów, była także promotorem 30 magistrów, 5 doktorów i 1 doktora habilitowanego. Recenzowała prace doktorskie, habilitacyjne i profesorskie. Mimo przejścia na emeryturę 1 października 2005 r., pozostawała w kontakcie z Instytutem Filologii Klasycznej i Kultury Antycznej do roku 2009, gościnnie prowadząc wykłady i konwersatoria. Ostatnie zajęcia ze studentami przeprowadziła 28 maja 2009 r. 

### Praca naukowa i translatorska
Do głównych zainteresowań badawczych Profesor Ławińskiej-Tyszkowskiej należała literatura grecka epoki hellenistycznej oraz attycka komedia stara i nowa. Dokonała znakomitych przekładów wszystkich zachowanych komedii Arystofanesa oraz Mimów Herondasa. Przekłady dzieł Arystofanesa autorstwa Janiny Ławińskiej-Tyszkowskiej, z racji na swój żywy, jędrny i nowoczesny język, odsunęły w cień wszystkie poprzednie tłumaczenia i z tego powodu często pojawiają się na scenach polskich teatrów. Między innymi w Szczecinie („Między nogami” oparte na Lizystracie, Thesmoforiach, Żabach i Ptakach, reż. Adam Kuzycz-Berezowski, 2013 rok), w Krakowie („Sejm kobiet”, reż. Mikołaj Grabowski, 2007 rok), w Lublinie („Lizystrata”, reż. Łukasz Witt-Michałowski, 2007 rok), w Katowicach („Lizystrata”, reż. Michał Ratyński, 2005 rok) oraz we Wrocławiu („Sejm kobiet” uzupełniony o agon z „Żab”, reż. Łodzimierz Herman, 1979 rok). Konsultowała ponadto liczne współczesne przekłady literatury antycznej; między innymi dramatów Ajschylosa, Sofoklesa i Eurypidesa, komedii Plauta i Terencjusza, eposu Argonautika Apolloniosa z Rodos, a także prozy Pauzaniasza i Heliodora. Jest autorką licznych artykułów z zakresu greckiej komedii starej i nowej oraz poezji hellenistycznej. Brała udział w kilku ogólnopolskich grantach badawczych z zakresu literatury greckiej. Kierowała między innymi pracami zespołu przygotowującego tłumaczenie Geografii Strabona.

### Członkostwo w stowarzyszeniach i organizacjach
Profesor Ławińska-Tyszkowska pełniła wiele ważnych funkcji. W latach 1981–1987 była Prodziekanem Wydziału Filologicznego ds. Nauczania. Od 1987 roku pełniła obowiązki kierownika Zakładu Neolatynistyki, natomiast w latach 1989-1992 oraz 1998-2001 była Dyrektorem Instytutu Filologii Klasycznej i Kultury Antycznej we Wrocławiu.
W roku 1956 została członkiem Polskiego Towarzystwa Filologicznego, natomiast od 1957 pełniła funkcję skarbnika, następnie sekretarza, a w latach 1980-1986 była Prezesem Koła Wrocławskiego PTF. Była ponadto członkiem zarządu Wrocławskiego Towarzystwa Naukowego (od lutego 1981), członkiem Komitetu Nauk o Kulturze Antycznej PAN (od 1982), Komisji Neolatynistycznej KNOKA (Komitet Nauk o Kulturze Antycznej, od 2007), a także Oddziału Polskiej Akademii Nauk we Wrocławiu oraz Komitetu Badań Naukowych.

## Nagrody i wyróżnienia
Profesor Janina Ławińska-Tyszkowska otrzymywała nagrody Rektora Uniwersytetu Wrocławskiego w latach 1971, 1975, 1978, 1980, 1983, 1985, 1986 i 1989. Dwukrotnie otrzymała także nagrodę Ministra Nauki: w roku 1982 za monografię Bukolika grecka (Wrocław 1981) oraz w 2006 za rozdziały zamieszczone w Literaturze Grecji starożytnej (Lublin 2005). W 1977 r. otrzymała Złoty Krzyż Zasługi, natomiast w 1988 wyróżnienie Stowarzyszenia Tłumaczy Polskich za przekład Mimów Herondasa. Ponadto została uhonorowana Krzyżem Kawalerskim Orderu Odrodzenia Polski (1986) i Medalem Komisji Edukacji Narodowej (1998).

### Odznaczenia
- Krzyż Kawalerski Orderu Odrodzenia Polski
- Złoty Krzyż Zasługi
- Medal Komisji Edukacji Narodowej[1]

## Publikacje
- 1961
  - Szymonowic jako naśladowca Teokryta, „Eos” LI (1961), s. 135-149.
- 1963
  - Agon bukoliczny i komiczny, „Eos” LIII (1963), s. 286-297.
  - [rec.:] Gieoponiki. Wizantijskaja sielskochoziajstwiennaja encykłopiedija X wieku, Wwied., pieriewod s griec. i komm. E.E. Lipszyc, Moskwa 1960, [w:] „Eos” LIII (1963), s. 442-444.
- 1964
  - Echa Sofrona i Epicharma w twórczości Teokryta, „Eos” LIV (1964), s. 74-86.
- 1965
  - Komedia stara a tragedia, „Eos” (LV (1965), s. 254-259.
- 1966
  - Elementy dramatyczne idyll Teokryta (streszczenie), „Sprawozdania WTN”, 1966, Ser. A nr 19, s. 15-17.
  - 1967
  - [wraz z Alicją Szastyńską-Siemion] Andreas Schoneus jako naśladowca poetów rzymskich, „Eos” LVII (1967/1968), s. 362-373.
  - Elementy dramatyczne idyll Teokryta. Studia Hellenistica. „Prace WTN”, 1967, Ser. A, nr 117, s. 5-78.
- 1968
  - W dawnym Rzymie, Wrocław 1968 [przekład z języka włoskiego rozdziałów: „Życie rodzinne”, „Między wiedzą a magią – sztuka lekarska, „Widowiska, aktorzy i publiczność”, „Cyrk i amfiteatr”, s. 39-174].
  - W dawnych Atenach, Wrocław 1968 (przekład z języka włoskiego rozdziałów „Stół biedaków”, Mężowie, żony i dzieci”].

1969
- - [wraz z Wiesławem Tyszkowskim, rec.:] Janina Czerniatowicz, Z dziejów grecystyki w Polsce w okresie Odrodzenia, Wrocław 1965, [w:] Monografie z Dziejów Nauki i Techniki XXVII (1969).
  - [wraz z Wiesławem Tyszkowskim, rec.:] Janina Czerniatowicz, Recepcja poezji greckiej w Polsce w XVI i XVII wieku, Wrocław 1966, „Studia Staropolskie” XV [w:] „Pamiętnik Literacki” (1969), s. 317-319.
- 1970
  - Arystofanes, Komedie: Sejm kobiet. Plutos, Warszawa 1970.
  - Rola trenera w starożytnej Grecji, „Kultura Fizyczna” V (1970), s. 200-203.
- 1971
  - Rola trieniera w drewniej Grecyi, „Acta Conventus EIRENE”, 1971, s. 55-61.
- 1978
  - Herondas, Szewc, „Meander” XXXIII (1978), s. 551-556.
- 1980
  - Biogram: Prof. Dr hab. Jerzy Krókowski, Wrocław [w:] Uczeni wrocławscy (1945-1979), 1980, s. 24-26.
- 1981
  - Bukolika grecka „Prace Wrocławskiego Towarzystwa Naukowego” 1981, Ser. A nr 227.
  - Program teatralny: Sejm kobiet, Słupski Teatr Dramatyczny, premiera 30 X 1981, Słupsk 1981
  - Arystofanes, Trzy komedie: Lizystrata, Sejm kobiet, Plutos, Wrocław 1981.
- 1982
  - Aleksandros [w:] Słownik pisarzy antycznych, Warszawa 1982, s. 53.
  - Aleksis [w:] Słownik pisarzy antycznych, Warszawa 1982, s. 54.
  - Antimachos [w:] Słownik pisarzy antycznych, Warszawa 1982, s. 68.
  - Aristophanes [w:] Słownik pisarzy antycznych, Warszawa 1982, s. 89-92.
  - Bion [w:] Słownik pisarzy antycznych, Warszawa 1982, s. 119.
  - Chariton [w:] Słownik pisarzy antycznych, Warszawa 1982, s. 134-135.
  - Diphilos [w:] Słownik pisarzy antycznych, Warszawa 1982, s. 170.
  - Epicharmos [w:] Słownik pisarzy antycznych, Warszawa 1982, s. 226-227.
  - Herondas [w:] Słownik pisarzy antycznych, Warszawa 1982, s.230-232.
  - Kleanthes [w:] Słownik pisarzy antycznych, Warszawa 1982, s. 271.
  - Mim [w:] Słownik pisarzy antycznych, Warszawa 1982, s. 316-317.
  - Moschos [w:] Słownik pisarzy antycznych, Warszawa 1982, s. 319-320.
  - Philemon [w:] Słownik pisarzy antycznych, Warszawa 1982, s. 355.
  - Philetas [w:] Słownik pisarzy antycznych, Warszawa 1982, s. 355.
  - Philostratos [w:] Słownik pisarzy antycznych, Warszawa 1982, s. 360-361.
  - Plejada tragiczna [w:] Słownik pisarzy antycznych, Warszawa 1982, s. 372.
  - Rhinton [w:] Słownik pisarzy antycznych, Warszawa 1982, s. 402.
  - Romans o Ninosie [w:] Słownik pisarzy antycznych, Warszawa 1982, s. 403.
  - Sophron [w:] Słownik pisarzy antycznych, Warszawa 1982, s. 431.
  - Theokritos [w:] Słownik pisarzy antycznych, Warszawa 1982, s. 454-457.
  - Biogram: Pierwszy dyplom polskiego Uniwersytetu we Wrocławiu [w:] Kalendarz Wrocławski 1982, s. 204-209.
- 1984
  - Papirusowe epylion o Panie, Filomata CCCLX (1984), s. 104-111.
  - Śmiech arystofanejski [w:] Dramat starożytny, Wrocław 1984, s. 41-59.
- 1985
  - [wraz z Alicją Szastyńską-Siemion] Z greckiej twórczości Stanisława Niegoszewskiego „Eos” LXXIII (1985), s. 69-80.
- 1986
  - Pan w konkursie muzycznym, „Classica Wratislaviensia” XIII (1990), s. 1-23.
- 1987
  - Lizystrata, ww. 63-64, „Collectanea Classica Thorunensia” IX (1987), s. 71-77.
- 1988
  - Zakochany Cyklop, „Filomata” CCCLXXXVI (1988), s. 222-228.
  - Herondas, Mimy, Wrocław 1988.
- 1990
  - Locus amoenus w „Antologii Palatyńskiej”, „Classica Wratislaviensia” XIII (1990), s. 73-80.
  - [wraz z Alicją Szastyńską-Siemion] Jerzy Łanowski – w 70-lecie urodzin, „Eos” LXXVIII (1990), s. 11-24.
- 1991
  - Arystofanes, Komedie: Acharnejczycy, Rycerze, Chmury, Żaby, Wrocław 1991.
  - [wraz z Alicją Szastyńską-Siemion] Priap w epigramatycy greckiej, „Classica Wratislaviensia” XV (1991), s. 13-29.
- 1993
  - Satyros epigramatyk, „Classica Wratislaviensia” XVII (1993), s. 101-109.
- 1995
  - Bóstwa morskie w epigramacie greckim [w:] Morze w kulturze starożytnych Greków i Rzymian, red. J. Rostropowicz, Opole 1995, s. 89-99.
- 1997
  - Wota „emerytów”: Leonidas i inni [w:] Epigram grecki i łaciński w kulturze Europy. Konferencja Ogólnopolska, Poznań, 11-12 grudnia 1995, red. K. Bartol, J. Danielewicz, Poznań 1997, s. 57-64.
- 1998
  - Jadłospis Ateńczyka według Arystofanesa, „Nowy Filomata” 2.IV (1998), s. 243-252.
  - 50 lat Herberta Myśliwca w Instytucie, „Annales Silesiae” XXVIII (1998), s. 115-117.
  - Teokrytowa botanika [w:] Studia Classica et Neolatina III, Cognoscere causas, Człowiek a natura w cywilizacji starożytnej Grecji i Rzymu, Gdańsk 1998, s. 59-65.
  - The New Translations of Aristophanes [w:] Mezinárodní Vedecká Konference na pamet’ 50 výročí úmrtí českého klasického filologa a překladatele Otmara Vaňorného, Vysoké Mytó 1998, s. 255-267.
- 1999
  - Prof. Jerzy Schnayder (Członek honorowy PTF – 1969) [w:] Antiquorum non immemores… Polskie Towarzystwo Filologiczne (1893-1993), red. J. Łanowski, A. Szastyńska-Siemion, Warszawa 1999, s. 322-323.
  - Arystofanesa „naprawa Rzeczypospolitej”, „Eos” LXXXIV (1999), 299-307.
- 2001
  - Persowie w komicznej karykaturze, „Classica Wratislaviensia” XXII (2001), s. 49-51.
  - Demokracja marzeń [w:] Freedom and Democracy in Greek Literature. Essays in honour of Prof. Romuald Turasiewicz, ed. J. Korpanty, J. Styka, Kraków 2001, s. 87-99.
  - Arystofanes, Komedie, t. I: Acharnejczycy, Rycerze, Chmury, Osy, Pokój, Warszawa 2001.
- 2003
  - Arystofanes, Komedie, t. 2: Ptaki, Lizystrata, Thesmoforie, Żaby, Sejm kobiet, Plutos, Warszawa 2003.
- 2005
  - Herondas [w:] Literatura Grecji starożytnej, t. I, Epika - liryka – dramat, red. H. Podbielski, Lublin,2005, s. 579-586.
  - Komedia Staroattycka i Średnia, [w:] Literatura Grecji starożytnej, t. I, Epika - liryka - dramat red. H. Podbielski, Lublin 2005, s. 877-900.
  - „Plejada” aleksandryjska i dramat poza „Plejadą” [w:] Literatura Grecji starożytnej, t. I, Epika - liryka – dramat, red. H. Podbielski, Lublin, 2005, s. 931-937.
  - Teokryt i poeci bukoliczni [w:] Literatura Grecji starożytnej, t. I, Epika - liryka – dramat, red. H. Podbielski, Lublin 2005, s. 435-448.
- 2008
  - Duma Halikarnasu, Symbolae Philologorum Posnaniensium Graecae et Latinae, 18 (2008), s. 463-464.